# Fekete levéltetű
A fekete levéltetű (Aphis fabae) a rovarok (Insecta) osztályának félfedelesszárnyúak (Hemiptera) rendjébe, ezen belül a valódi levéltetűfélék (Aphididae) családjába tartozó faj.
Ez a levéltetűfaj kistestű és fekete színű. Teste lapított és méretéhez viszonyítva eléggé széles. Az év melegebb hónapjaiban nagy számban figyelhető meg a növények leveleinek az alsó felén és a fiatal hajtás. Mivel sok kultúr- és dísznövényen is megjelenik, kártevőnek számít. Ekkortájt, azaz a nyári hónapokban, mindegyik példány nőstény. Egyszerre, egyazon helyen élhetnek szárny nélküli és szárnyas egyedek is. A szárakon és leveleken keresztül, kiszívja a növények nedveit, ezzel legyengítve azokat, és elősegítve a növényi betegségek terjedését, mint például a Cladosporium, Aureobasidium, Antennariella, Limacinula, Scorias és Capnodium penészfajokat és többféle növényt támadó vírust is. Táplálkozás közben a fekete levéltetű mézharmatot bocsát ki magából; ez is hozzájárul a penészfajok letelepedéséhez. A mézharmatot a hangyák is kedvelik, emiatt hevesen védelmezik a „tulajdonukban” levő fekete levéltetveket. A nyár vége felé, azonban számos ragadozója és élősködője akad, például a Diaeretiella és Lysiphlebus darázsnembéli fajok a fekete levéltetvekbe rakják le a petéiket. E kis fekete állatok a nyárvégén elevenszülők, szűznemzéssel szaporodnak. A gyors szaporodása és kártékony életmódja miatt jelentős károkat okoz a mezőgazdaságban, emiatt az ember kémiai és biológiai fegyvereket vet be ellene. Ősszel a szárnyas egyedek több, más gazdanövényre is átrepülnek, ekkortájt hím példányok is születnek. A párosodásból létrejövő peték áttelelnek.

## Előfordulása

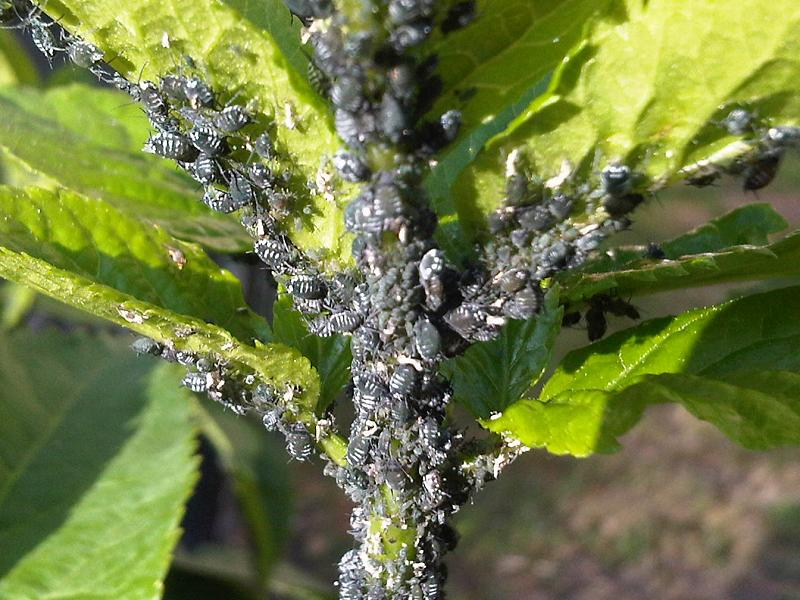
Nagy kolónia egy növényszáron

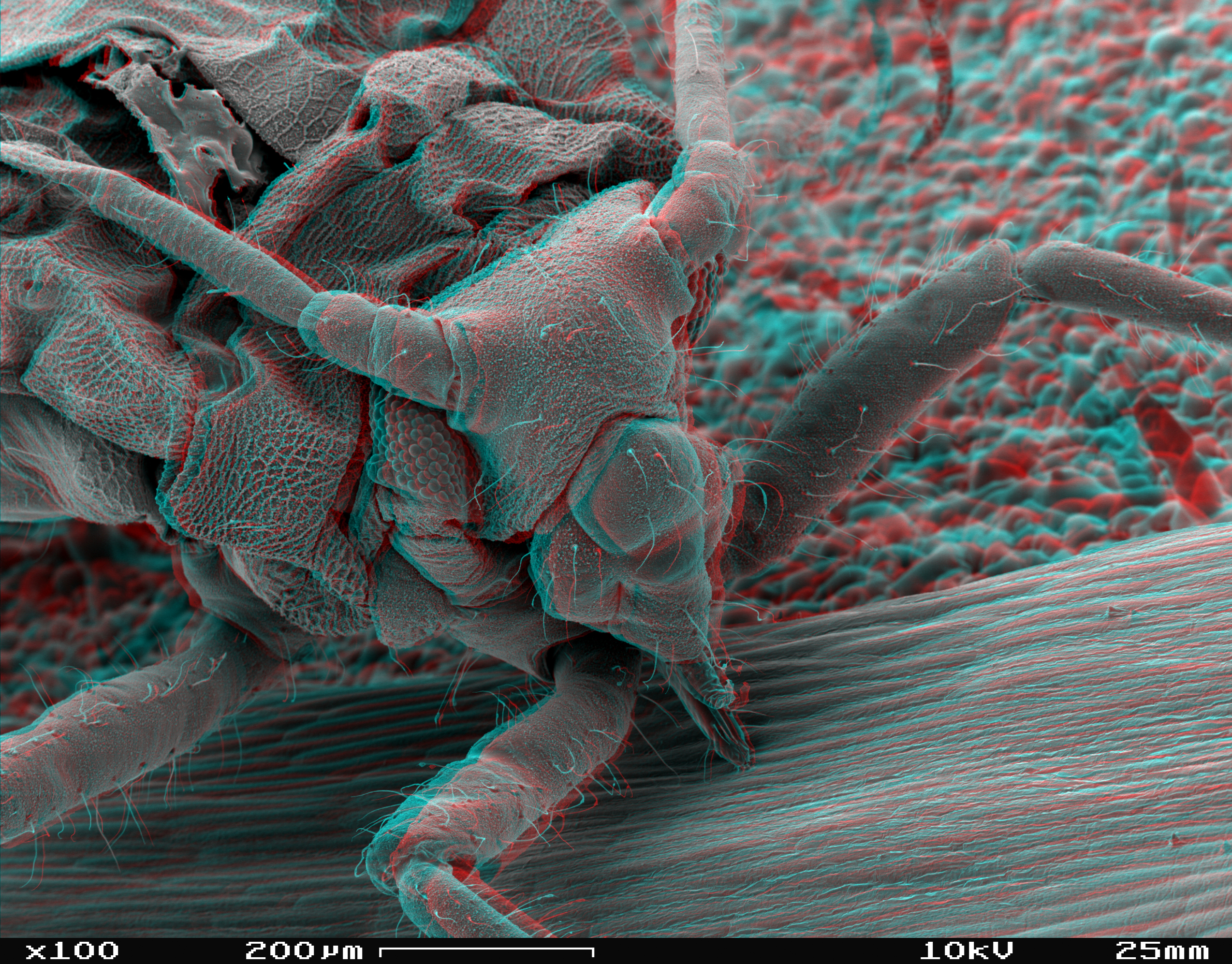
Fekete levéltetű felnagyítva

A fekete levéltetű eredetileg európai és ázsiai származású, de manapság a világ egyik legelterjedtebb levéltetvének számít. Nyugat-Európa, Ázsia és Észak-Amerika mérsékelt övein mindenhol megtalálható. Afrikában, Közel-Keleten és Dél-Amerikában, csak a hűvösebb éghajlatokon fordul elő. Elterjedésének a melegebb részein a szűznemző példányok nem pusztulnak el télen, és egész év alatt „szülhetnek”.

## Alfajai
A „Fauna Europaea” honlap szerint 6 alfaja létezik:
- Aphis (Aphis) fabae cirsiiacanthoidis
- Aphis (Aphis) fabae eryngii
- Aphis (Aphis) fabae evonymi
- Aphis (Aphis) fabae fabae
- Aphis (Aphis) fabae mordvilkoi
- Aphis (Aphis) fabae solanella

## Megjelenése
Ennek a kis, puha testű levéltetűnek speciális szúró-szívó szájszerve van, amelynek segítségével kiszívja a növények nedveit. A rovar körülbelül 2 milliméter hosszú. Gumó alakú testén kis fej ül. Testszíne fekete vagy sötétzöld. A legtöbb példánynak nincsen szárnya; a szárnyas egyedek valamivel hosszabbak és karcsúbbak, fejük és torjuk fénylő fekete. A csáp a test hosszának a kétharmadát sem teszi ki. A csáp és a lábak világossárgák, végük pedig fekete. A peterakó nőstény leghátsó lábainak az alsó része megduzzad. A potroh vége felé kis nyúlványok vannak; ezek segítségével viaszos váladékot lövell az ellensége felé. Ezek a nyúlványok kétszer hosszabbak, mint a farok. A nyúlványok és a farok barnásfeketék.

## Képek

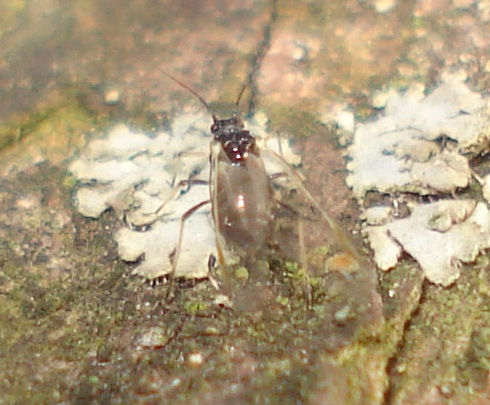
Szárnyas példány
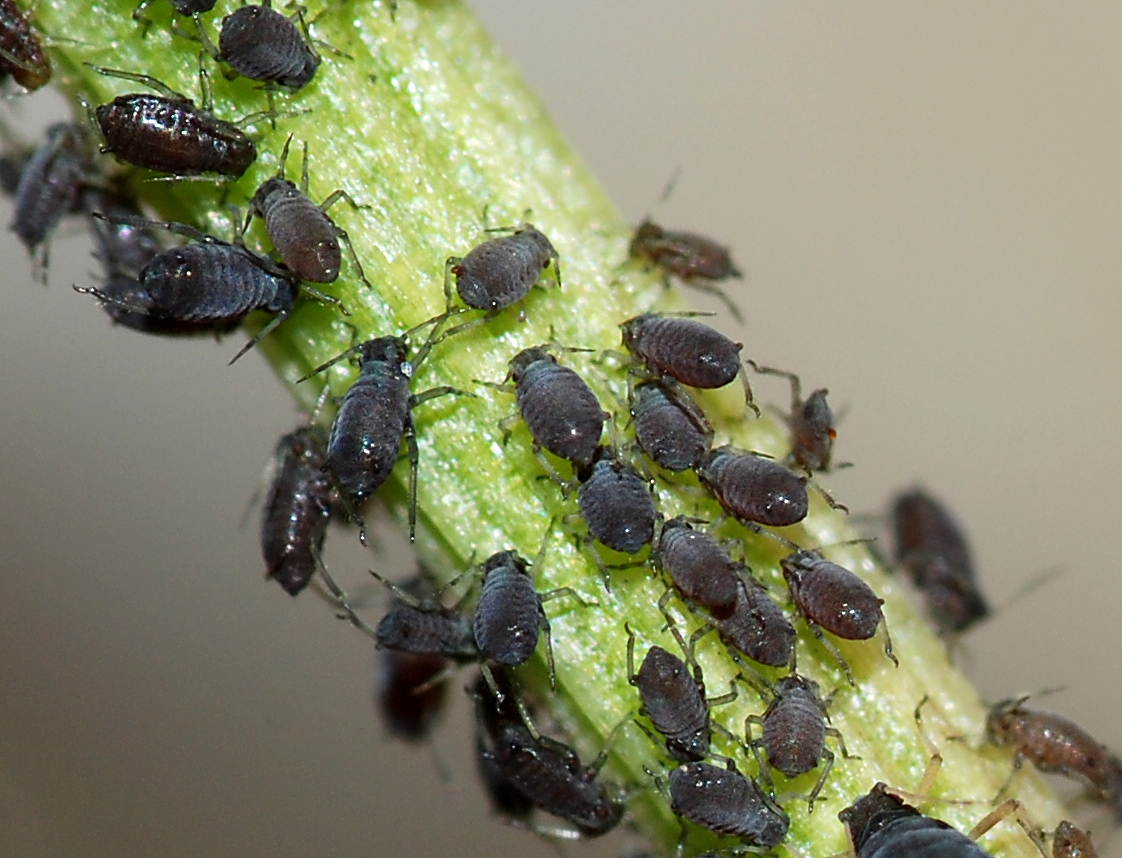
Kolóniák
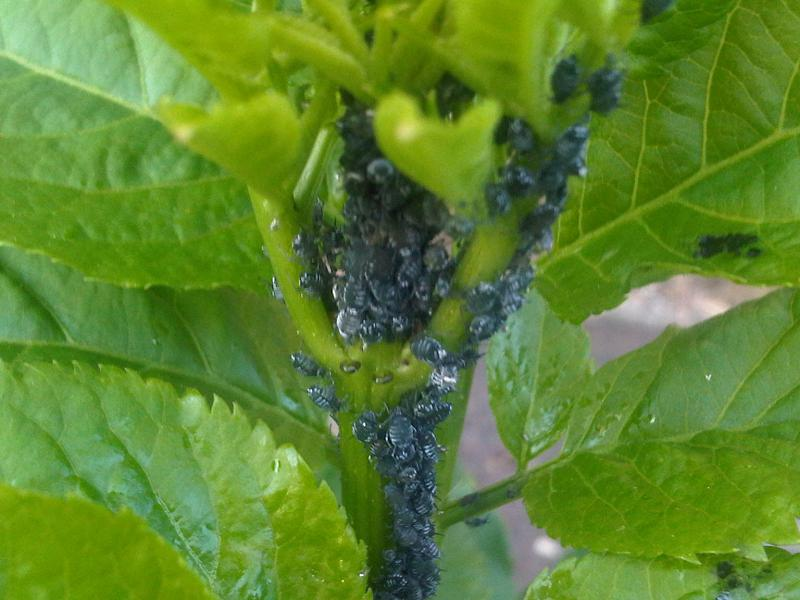
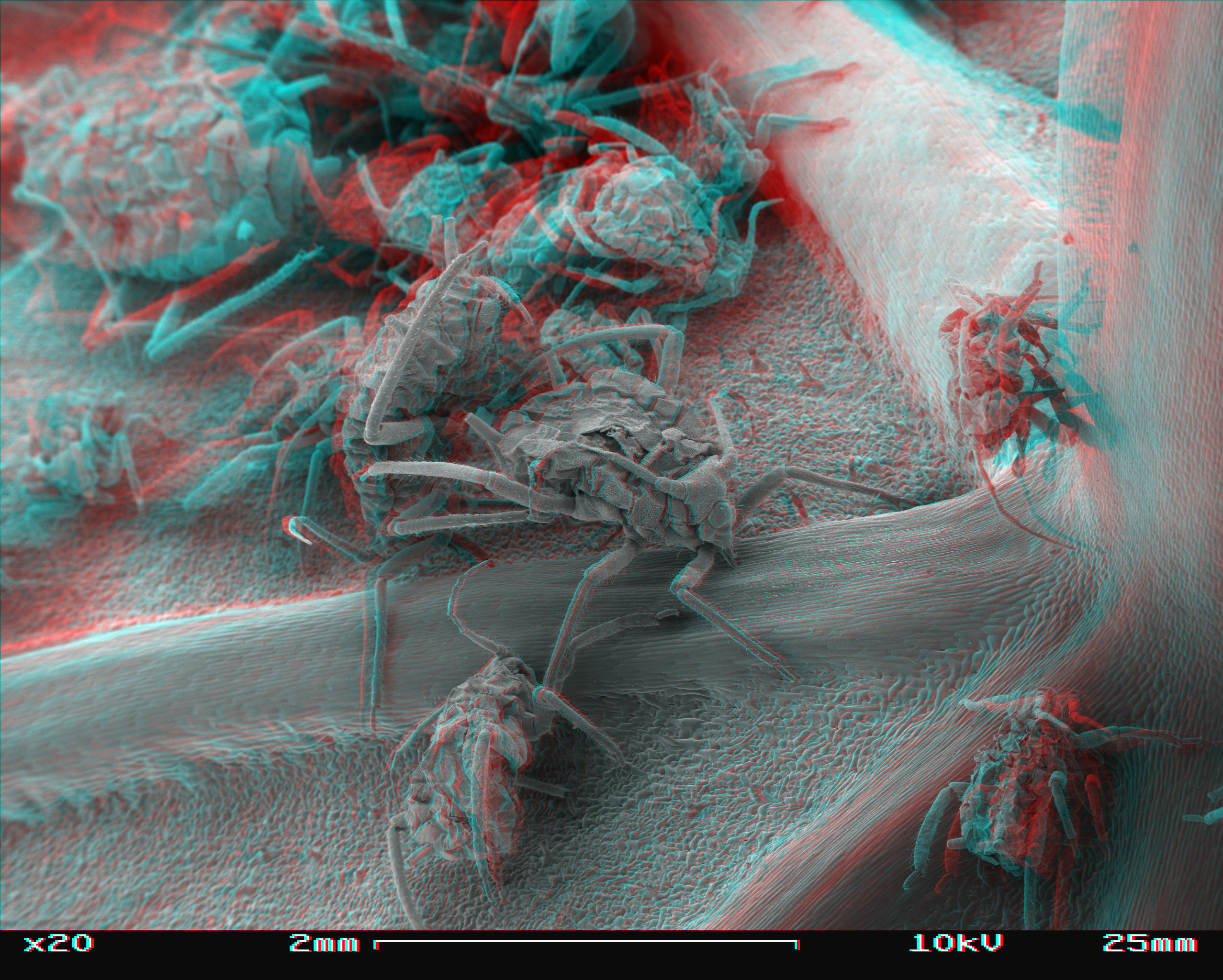
A levéltetvek felnagyítva
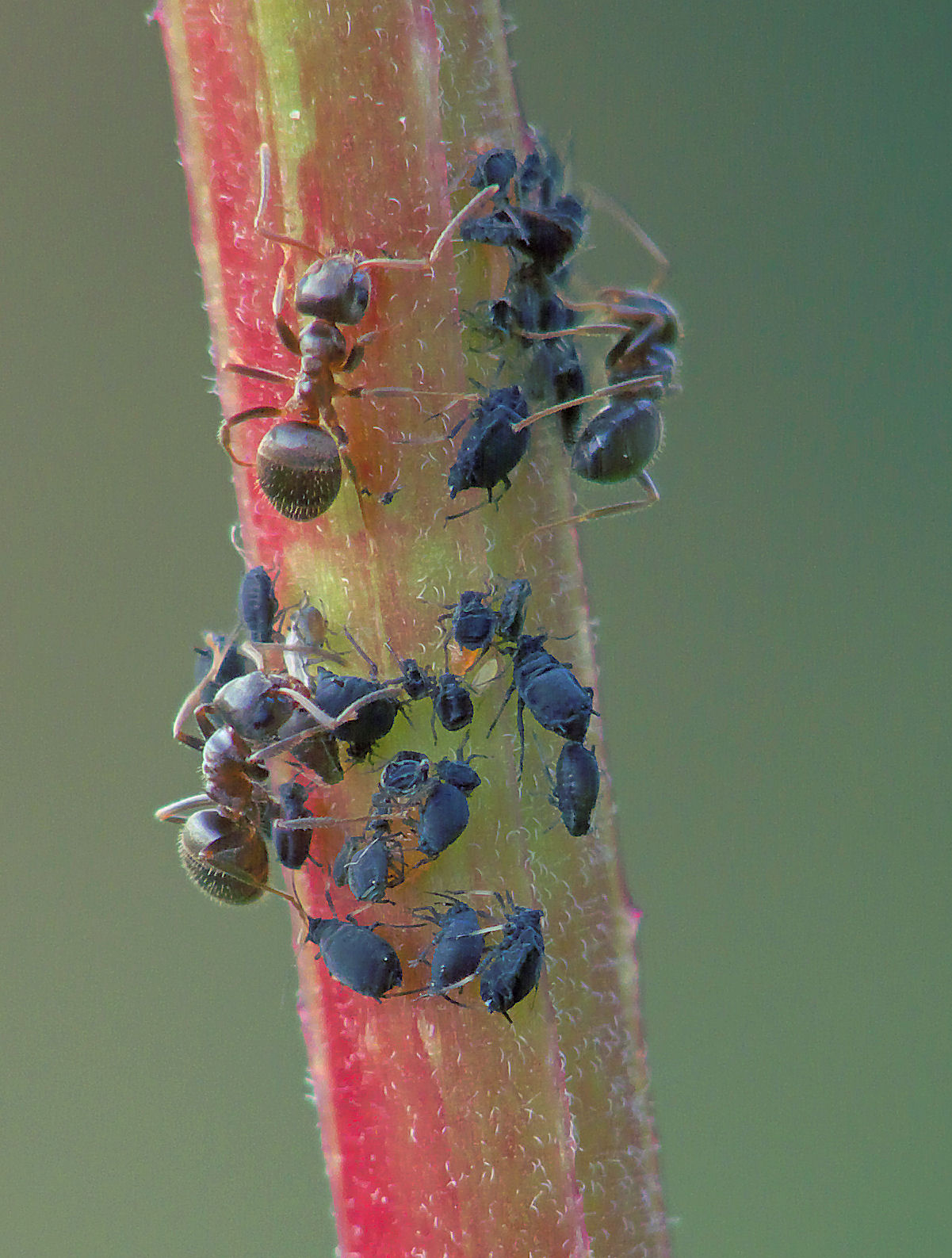
Barátok és
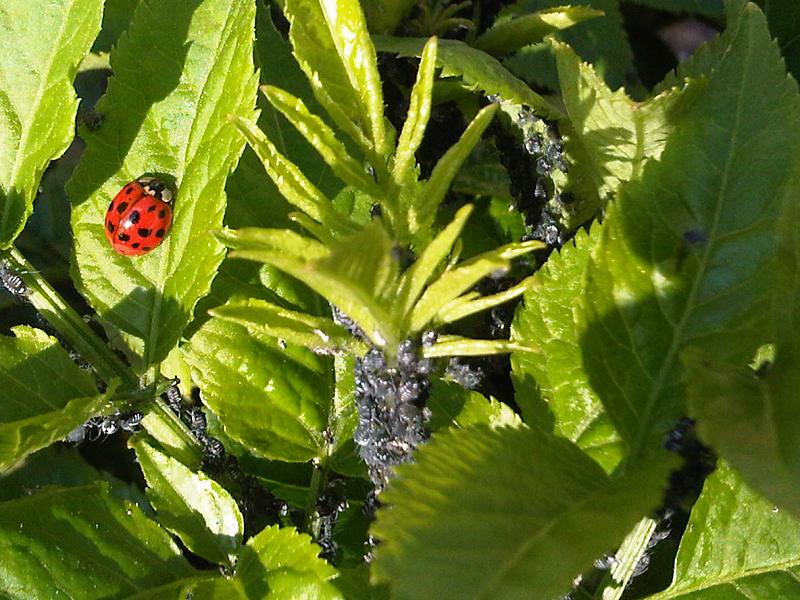
ellenségek
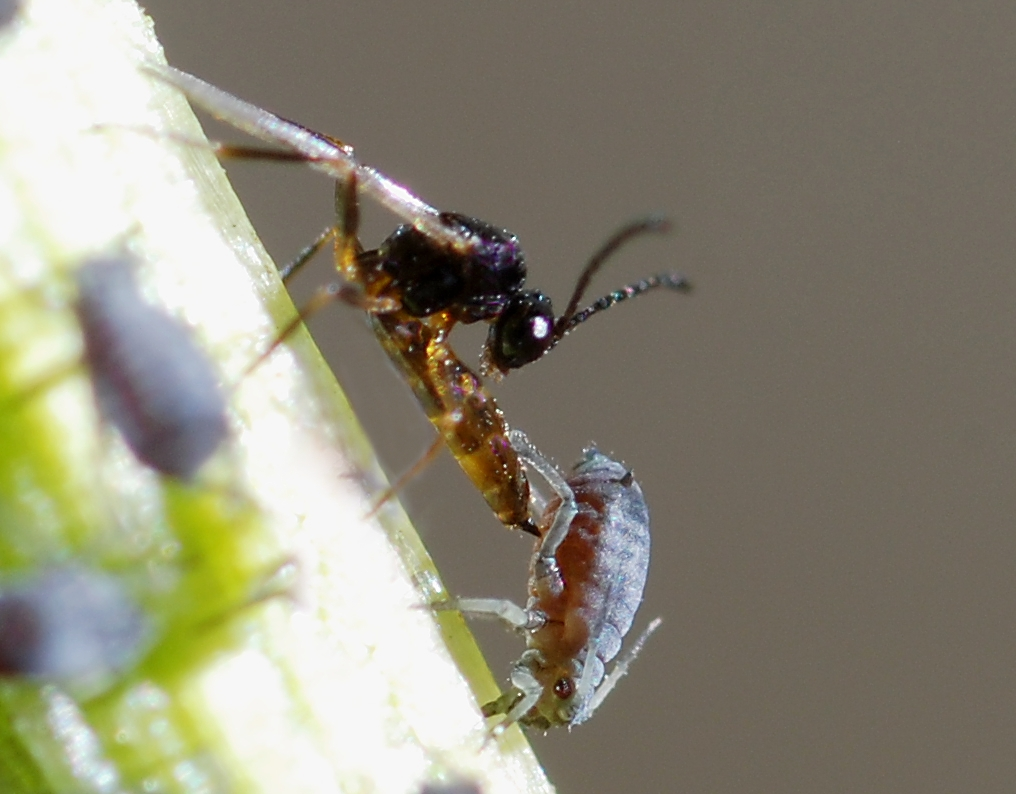
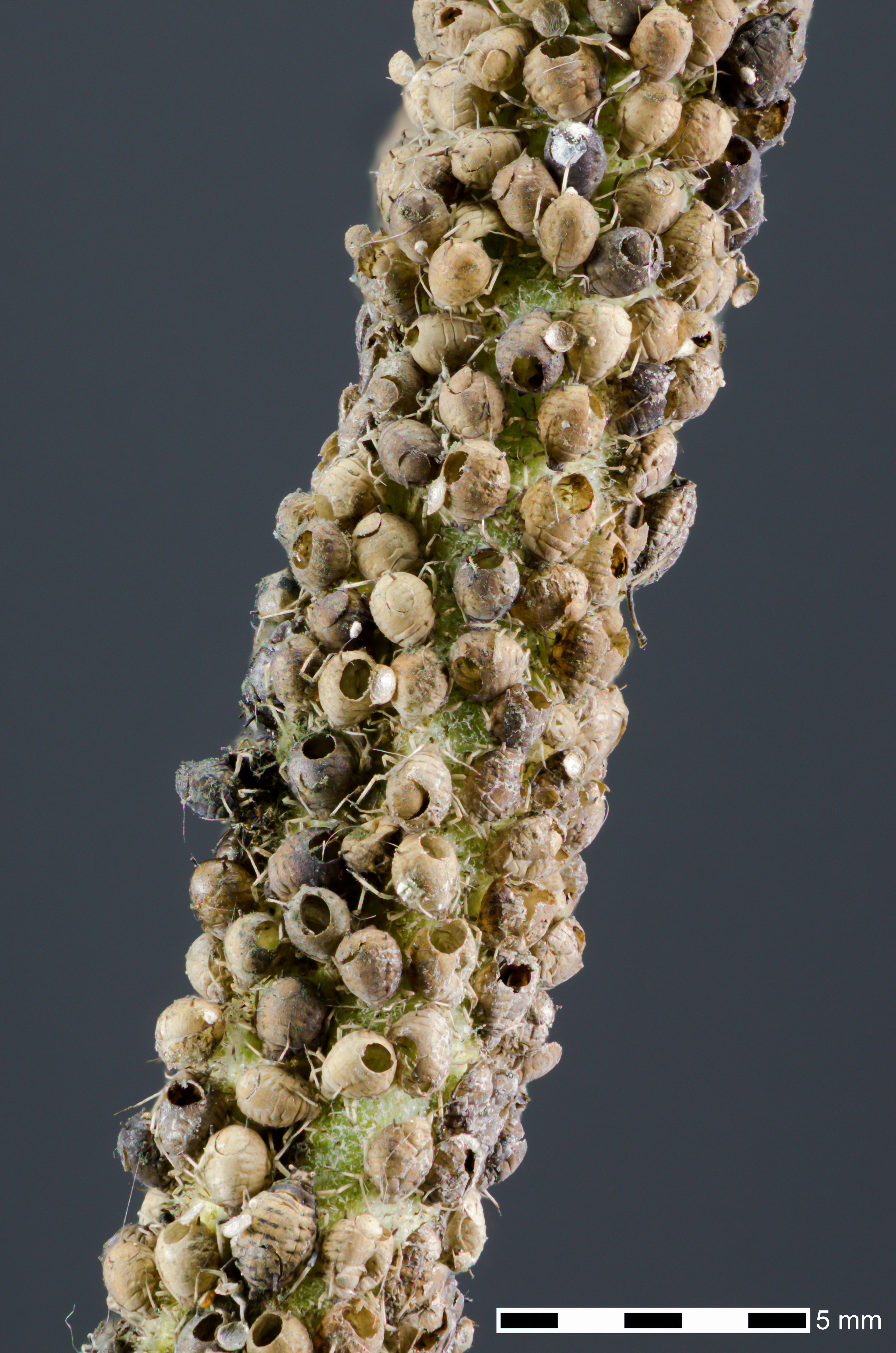
„Üres” levéltetvek; a darazsak már kibújtak a gazdaállatból

## Fordítás
- Ez a szócikk részben vagy egészben  a   Black bean aphid című angol Wikipédia-szócikk ezen változatának fordításán alapul.  Az eredeti cikk szerkesztőit annak laptörténete sorolja fel. Ez a jelzés csupán a megfogalmazás eredetét és a szerzői jogokat jelzi, nem szolgál a cikkben szereplő információk forrásmegjelöléseként.